# Опция (финанси)
Опционните сделки (на английски: options) са условни срочни сделки за покупка и продажба на стандартни контракти, наречени опции.

## Определение
Във финансите опцията е ценна книга, която дава на купувача правото, но не и задължението, да купи или продаде определен базов актив или инструмент на предварително определена цена на или преди определена дата. Продавачът има съответното задължение да изпълни сделката – което е да продаде или купи – ако купувачът упражни опцията. Купувачът плаща премия на продавача за това си право. Опция, която дава право да се купи нещо на определена цена се нарича кол опция (call). А опция, която дава право да се продаде нещо на определена цена се нарича пут опция (put). И двата типа опции са често търгувани, но кол опциите се обсъждат по-често.
Опцията спада към дериватните инструменти и може да се търгува самостоятелно на борсата. Целта е да се извлече печалба от актуализираната цена на борсовата стока, предмет на сделката, отчитайки фактора време. Опционните сделки се сключват на борсовия под (кръг). Те също са стандартизирани, което означава, че неизвестна е единствено цената.
Съгласно Закона за стоковите борси и тържища (ЗСБТ) опционната сделка е сделка между страните в определено време срещу заплащане на определена премия една от страните да придобие право чрез едностранно изявление да бъде купувач, съответно продавач на определен вид стока с предварително определена цена и в определен срок. Другата страна поема задължението да бъде насрещна страна по сделката.

## Стратегии
Опционните сделки са насочени към изграждането на две стратегии:
- Хеджиране (hedging) – буквално означава преграждане, ограждане и цели да предпази участниците на борсата от ценовия риск при неблагоприятно развитие на цената на базисния актив.
- Спекулиране (speculation) – целта на тази опция е да се реализира печалба от изменението на цената на базисния актив.

## Цена
Цената на опцията се нарича премия. Тя се определя при сключването на опционната сделка и нейната цена е в основата на икономическата ефективност за купувача.

## Оценка
Оценката на опциите е тема в академичните среди, както и в практиката. В основни линии, оценката на една опция е разделена обикновено на две части:
- Първата част е вътрешната стойност, която се определя като разликата между пазарната стойност на базовия актив и цената на упражняване на дадена опция.
- Втората част е времевата стойност, която зависи от съвкупност от други фактори, които чрез променлива, нелинейна връзка отразяват дисконтираната очаквана стойност на датата на изтичане.

Въпреки че оценки на опциите се изучават от 19 век, съвременният и най-използван подход се основава на модела на Блек-Шолс-Мъртън, публикуван за първи път през 1973 г.
Опциите са известни от векове, но търговията им и академичният интерес се увеличава, когато през 1973 г. опциите са стандартизирани и са започнали да се търгуват през клирингова къща, която ги е гарантирала на Чикагската борса. Днес много опции са създадени в стандартизиран вид и се търгуват чрез клирингови къщи на регулирани борси по цял свят. Също така има и нестандартизирани опции, които са двустранни между определен купувач и определен продавач. Опциите са част от по-голям клас финансови инструменти, известни като деривативни инструменти, или деривати.

## Спецификации на опциите
Всяка финансова опция е договор между две страни със срещуположни интереси. Самите договори по опциите могат да бъдат сложни, но обикновено съдържат следните характеристики:
- дали притежателят на опцията има право да закупи (кол опция) или правото да продаде (пут опция)
- количеството и вида на базовия актив (например, 100 акции на Google)
- цена на упражняване – цената, на която притежателят на опцията има правото да я изпълни
- дата на изтичане – това е последната дата, до която опцията може да бъде упражнена или на която може да бъде упражнена, в зависимост от вида на опцията
- условия по сделката – дали продавачът е длъжен да достави действително актива физически или може просто да предостави еквивалентната парична сума
- премия – цената, която купувачът плаща за да има правото да упражни опцията

## Видове опции

### В зависимост от правото
Опциите могат да бъдат:
- Кол опции (call options) – дават правото, но не задължението, на купувача да купи базовия актив в деня на издължаване по определената в договора цена. Това е начин купувачът да се предпази от риск от промяна в цената на стоката.
- Пут опции (put options) – право, но не задължение, да се продаде определено количество от даден базисен актив по определена в опцията цена на датата на нейното издаване.
- Дълга опция (long) – покупка на опция
- Къса опция (short) – продажба на опция

### В зависимост от актива, на който са базирани опциите
- Опции на акции
- Опции на облигации
- Опции на фючърси
- Опции на индекси
- Опции на суровини
- Опции на валути

### В зависимост от времето на изпълнение на опцията
- Американски тип – опция, която може да бъде упражнена във всеки един момент преди изтичането на срока ѝ.
- Европейски тип – опция, която може да бъде упражнена само на датата на изтичане.
- Бермудска опция – опция, която може да бъде упражнена само на предварително определени дати.

### Други видове
- Бинарна опция – опция, при която трябва да определите дали даден актив ще повиши цената си или ще я понижи за определен период от време. Съществуват няколко разновидности бинарни опции – Digital, Touch, Range, Turbo.